# Ashcroft (Columbia Britannica)
Ashcroft è un villaggio del Canada, situato in Columbia Britannica, nel distretto regionale di Thompson-Nicola.

## Galleria d'immagini

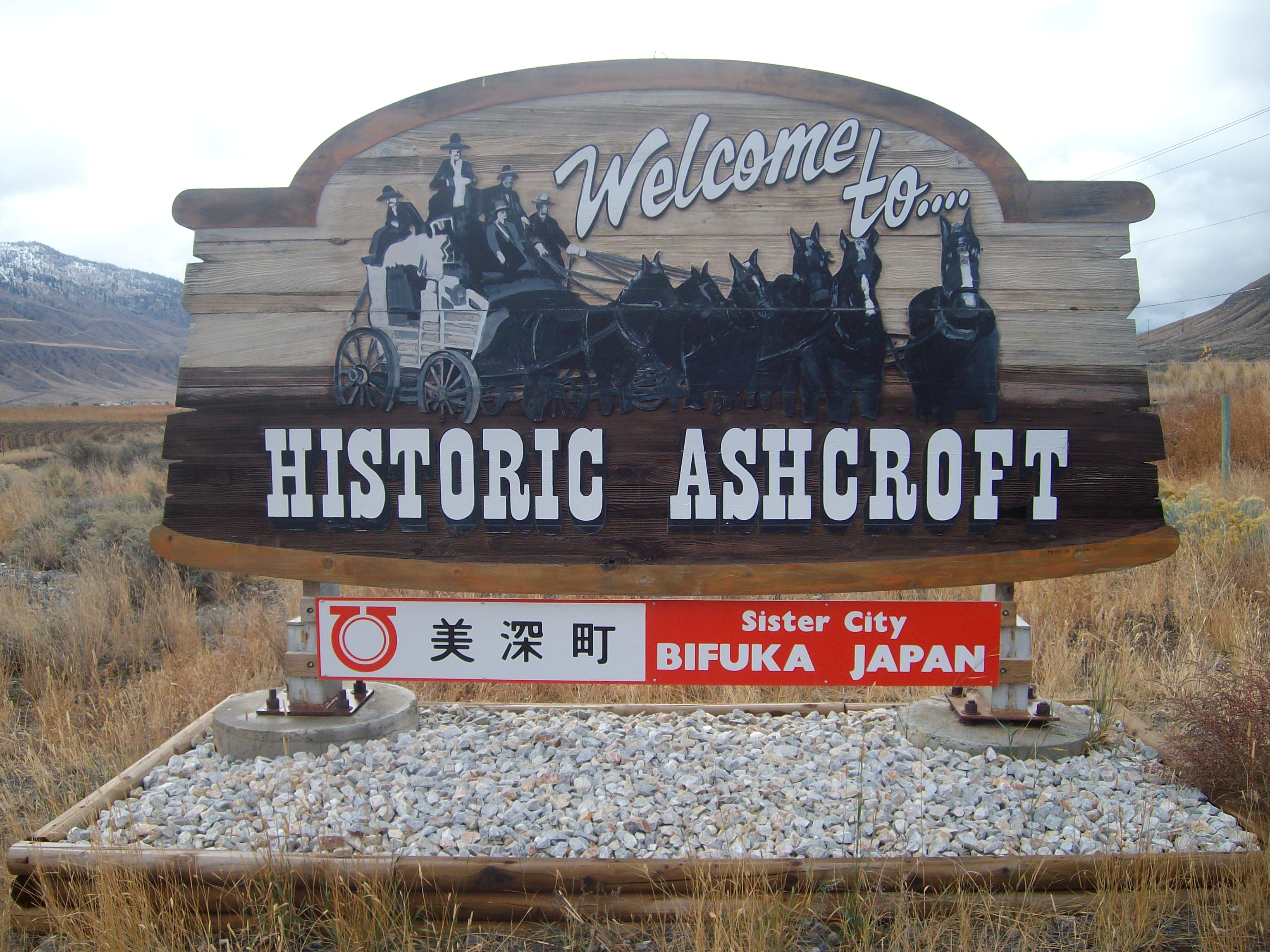
Segno di benvenuto
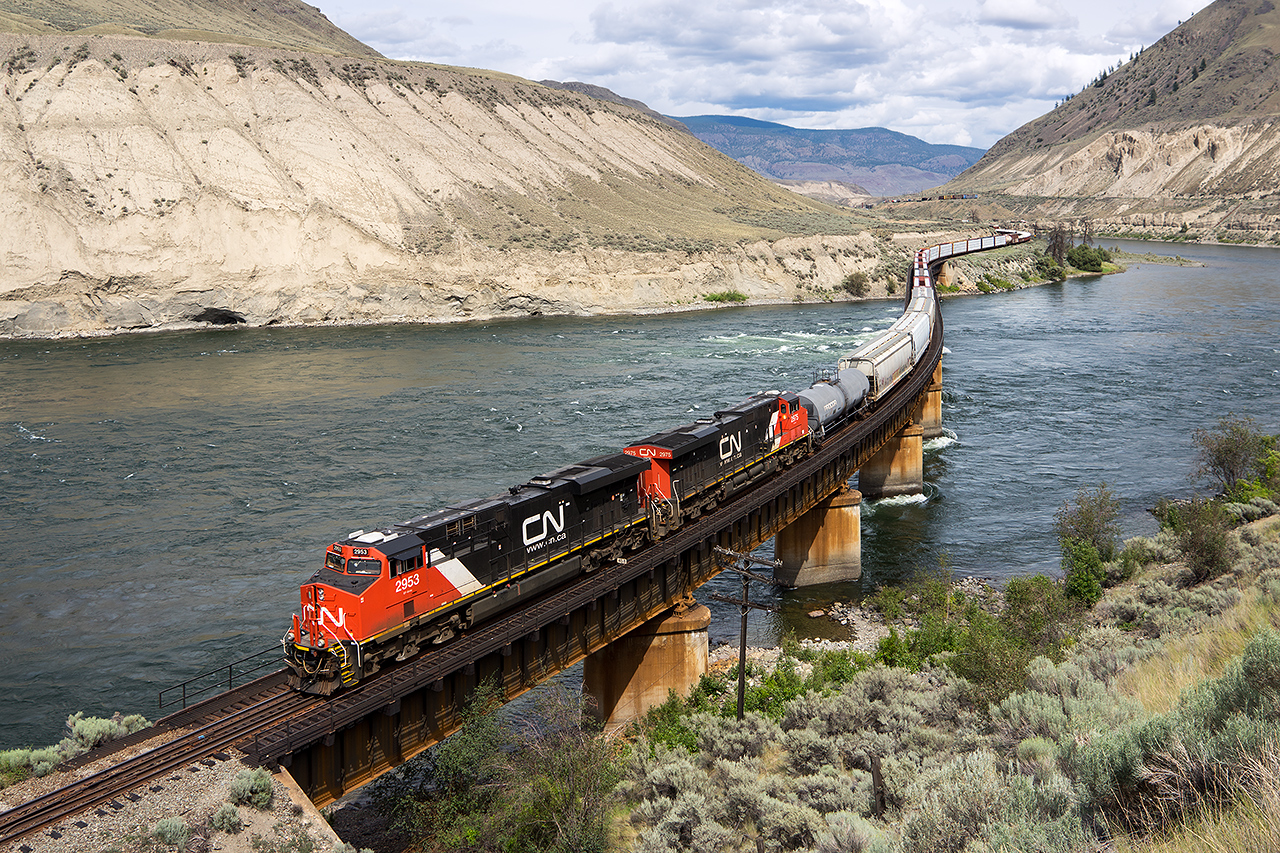
Locomotiva diesel ES44AC sul ponte ferroviario sul fiume Thompson